# 水戸市立寿小学校
水戸市立寿小学校（みとしりつ ことぶきしょうがっこう）は、茨城県水戸市平須町にある市立小学校。

## 概要
水戸市の南部にある小学校。1955年（昭和30年）創立。教育目標は「知・徳・体（活）の調和のとれた児童の育成」。

## 沿革
出典
- 1874年（明治7年）12月8日 - 三和に平須村立平須小学校が開校。
- 1876年（明治9年） - 平須村立初等千波小学校平須教場に改称。[要出典]
- 1883年（明治16年） - 小平尋常小学校に改称。
- 1893年（明治26年）11月24日 - 寿尋常小学校に改称。
- 1941年（昭和16年） - 国民学校令により、緑岡国民学校寿教場に改称。
- 1947年（昭和22年） - 緑岡村[2]立緑岡小学校寿分教場に改称。
- 1952年（昭和27年）4月1日 - 緑岡村の水戸市への合併により、水戸市立緑岡小学校寿分教場に改称。
- 1955年（昭和30年）4月1日 - 緑岡小学校から分離し、創立。
- 1965年（昭和40年）- 完全給食実施。
- 1972年（昭和47年） - 校舎（後ろ側）完成[3]。
- 1973年（昭和48年）- 屋内運動場完成[3]。
- 1974年（昭和49年） - 校舎（校庭から左）完成[3]。
- 1979年（昭和54年）- プール完成[3]。
- 1980年（昭和55年） - 校舎（校庭から右）と給食室完成[3]。
- 2010年（平成22年）度 - 屋内運動場耐震化実施[3]。
- 2011年（平成23年）度 - 校舎耐震化実施[3]。
- 2014年（平成26年）- 創立60周年記念式典挙行。

## 通学区域と進学先中学校
出典

### 通学区域
- 平須町（全域）
- 笠原町（974番、1382番2号の県営六番池アパート、1388番2号、1389番1号、1390番4号）
- 東野町（466番、467番の県営東山アパート）

### 進学先中学校
- 水戸市立笠原中学校

## 周辺
- 水戸市立寿幼稚園 - 進学前幼稚園のひとつ
- 水戸市役所寿市民センター

## 交通
- 関東鉄道バス「水戸医療センター線」で、寿小学校前バス停下車。